# Struthanthus spathulatus
Struthanthus spathulatus är en tvåhjärtbladig växtart som beskrevs av Carlos Toledo Rizzini. Struthanthus spathulatus ingår i släktet Struthanthus och familjen Loranthaceae. Inga underarter finns listade i Catalogue of Life.